# Posoqueria havanensis
Posoqueria havanensis är en måreväxtart som beskrevs av Dc.. Posoqueria havanensis ingår i släktet Posoqueria och familjen måreväxter.
Artens utbredningsområde är Kuba. Inga underarter finns listade i Catalogue of Life.